# Orchesma montana
Orchesma montana är en insektsart som först beskrevs av Rauno E. Linnavuori 1973.  Orchesma montana ingår i släktet Orchesma och familjen sporrstritar. Inga underarter finns listade i Catalogue of Life.